# Grand Prix automobile d'Abou Dabi
Le Grand Prix automobile d'Abou Dabi est une épreuve comptant pour le championnat du monde de Formule 1 depuis la saison 2009. Ce Grand Prix est surnommé « le Grand Prix du soleil couchant » car il est le premier Grand Prix de l'histoire à commencer de jour et à se terminer de nuit.
La première course a lieu le 1er novembre 2009 sur le circuit Yas Marina sur l'île de Yas, il est dessiné par l'architecte allemand Hermann Tilke. Ce circuit se distingue notamment par la sortie des stands, qui passe sous le circuit avant d'aller rejoindre la piste quelques virages plus loin, ainsi que par une portion du tracé, surplombé par l'hôtel Yas Marina. Il est traditionnellement placé en dernière épreuve de la saison, et à même été le théâtre en 2014 d'une règle aussitôt abandonnée voulant que les points attribués aux dix premiers à l'arrivée soient doublés.
En 2018, un reportage de la Tribune de Genève fait mention que ce Grand Prix est conçu précisément dans le but de favoriser les affaires.
Décrié depuis ses débuts pour ses virages à angle droit peu spectaculaires et pour les courses ternes qu'il offre, le tracé subit de profondes modifications en 2021. La chicane après le virage 4 est supprimée pour une épingle arrondie et l'enchaînement sinueux après la seconde ligne droite a été remplacé par un long banking rapide. Enfin, quasiment tous les virages du secteur 3, dont le passage sous l'hôtel, ont vu leurs angles légèrement arrondis pour gagner en vitesse et fluidité.

## Les débuts
La Formule 1 prend pied pour la première fois à Abou Dabi (Émirats arabes unis) en 2007 à l'occasion du premier festival de la Formule 1. L'événement, qui se déroule le 3 février 2007, est gratuit et une grande partie du monde de la Formule 1 est présente. Il y est annoncé qu'Abou Dabi a obtenu le droit d'accueillir un Grand Prix de Formule 1 à partir de 2009 et jusqu'en 2016. Cette même année, Etihad Airways négocie un contrat de trois ans leur permettant d'être sponsor de ce Grand Prix.
Le Grand Prix d'Abou Dabi est ajouté au calendrier de la saison 2009 de Formule 1. D'abord prévu le 15 novembre 2009 en tant que dix-neuvième et dernière manche de la saison, la suppression des Grand Prix automobile du Canada et Grand Prix automobile de France avance le Grand Prix au 1er novembre 2009. Il s'agit de la dernière des dix-sept manches de la saison, qui voit la victoire de Sebastian Vettel alors que Jenson Button a remporté le championnat du monde lors du Grand Prix précédent.
Lors de la saison 2010, le Grand Prix d'Abou Dabi est, pour la deuxième fois, le théâtre de la victoire de Sebastian Vettel, qui bénéficie de la septième place de Fernando Alonso pour remporter son premier titre de champion du monde de Formule 1.
Cette épreuve est particulière dans le monde de la Formule 1 puisque le Grand prix commence de jour pour se finir de nuit, d'où son surnom de « Grand Prix du soleil couchant ». Le Grand Prix a ainsi commencé, de 2009 à 2011, à 17 heures locales et des projecteurs similaires à ceux du Grand Prix de Singapour assurent la transition jour-nuit.

## Le circuit
Comme la plupart des nouveaux circuits de Formule 1, le circuit Yas Marina a été conçu par l'architecte allemand Hermann Tilke sous l'impulsion de Philippe Gurdjian. Il est situé sur l'île de Yas, à une trentaine de minutes de la capitale et est le deuxième circuit de Formule 1 du Moyen-Orient avec celui de Sakhir à Bahreïn.
Il a été homologué le 7 octobre 2009 par la FIA et le premier tour de circuit a été réalisé par Bruno Senna. Comme certains des nouveaux circuits de ces dernières années, il est critiqué pour son manque de courbes rapides qui mettent en avant la qualité de pilotage.

## Faits marquants
- Grand Prix d'Abou Dabi 2009 : Première édition du Grand Prix, mais sans enjeu car les titres mondiaux pilotes et constructeurs ont été attribués lors du précédent Grand Prix au Brésil. Lewis Hamilton signe la pole position et mène le début de la course jusqu'à son abandon. Sebastian Vettel s'impose et termine vice-champion du monde derrière Jenson Button.
- Grand Prix d'Abou Dabi 2010 : Quatre pilotes sont en course pour le titre mondial: Fernando Alonso est leader du championnat du monde devant les pilotes Red Bull Racing Mark Webber et Sebastian Vettel, et Lewis Hamilton. Vettel signe la pole position et domine la course, mais derrière lui, ses principaux rivaux Alonso et Webber se suivent et ravitaillent en même temps, ressortant des stands derrière la Renault de Vitaly Petrov. Vettel s'impose, tandis qu'Alonso et Webber, qui n'ont pas réussi à dépasser Petrov, ne finissent que sixième et septième. Grâce à sa victoire et aux résultats de ses adversaires, Vettel remporte son premier titre mondial et devient le plus jeune champion du monde de Formule 1 de l'histoire.
- Grand Prix d'Abou Dabi 2012 : Comme en 2009, Lewis Hamilton s'élance en pole position et mène la course jusqu'à son abandon. Kimi Raikkonen s'impose devant Fernando Alonso et Sebastian Vettel qui s'élançait depuis la voie des stands après avoir été exclu des qualifications. C'est la première victoire de Raikkonen depuis le Grand Prix de Belgique 2009 et le premier succès de Lotus en Formule 1 depuis la saison 1987.
- Grand Prix d'Abou Dabi 2014 : Le Grand Prix est de nouveau placé en clôture de saison et, pour la première fois, les points sont doublés pour la course finale du championnat du monde de Formule 1. Les pilotes Mercedes Lewis Hamilton et Nico Rosberg sont en lutte pour le titre mondial. Rosberg signe la pole position, mais Hamilton prend la tête de la course juste après le départ. Le Britannique domine tandis que Rosberg ralentit progressivement à cause d'un problème mécanique. L'Allemand refuse néanmoins d'abandonner et finit avec un tour de retard sur Hamilton qui s'impose et remporte son deuxième titre mondial.
- Grand Prix d'Abou Dabi 2016 : Lewis Hamilton et Nico Rosberg sont à nouveau en lutte pour le titre de champion du monde. Cette fois, c'est l'Allemand qui arrive à Yas Marina en leader du championnat et un podium lui suffit pour être sacré. Hamilton s'élance en pole position et domine la course, mais en imprimant un faux rythme pour empêcher son coéquipier de le dépasser et favoriser la remontée d'autres concurrents qui pourraient s'intercaler entre eux. Le britannique s'impose et Rosberg, second, est sacré champion du monde. C'est également la 19e victoire sur les 21 Grands Prix du championnat du monde 2016 pour Mercedes, ce qui constitue un nouveau record de succès pour une écurie lors d'une même saison. Cinq jours après la course, Rosberg annonce qu'il prend sa retraite.
- Grand Prix d'Abou Dabi 2018 : Dans ce dernier Grand Prix aux enjeux minimes, Lewis Hamilton et Mercedes étant déjà sacrés depuis plusieurs semaines, le premier tour est marqué par l'accrochage spectaculaire entre Romain Grosjean et Nico Hülkenberg, qui part en tonneaux. La course est remportée par Hamilton, qui termine devant son dauphin au championnat Sebastian Vettel. Le tour d'honneur, très émouvant, voit Hamilton et Vettel escorter Fernando Alonso, qui avait annoncé sa retraite au terme de la saison 2018. Les trois champions clôturent cette saison par une série de donuts sur la ligne de départ.
- Grand Prix d'Abou Dabi 2021 :  Lewis Hamilton et Max Verstappen se présentent à égalité de points pour cette 22e et dernière course de la saison. Verstappen est en pole position, mais Hamilton prend un meilleur départ et mène 53 des 58 tours de course à sa main, semblant filer sans problème vers son huitième titre mondial. Une procédure de voiture de sécurité déclenchée à la suite d'un accident de Nicholas Latifi, permet au Néerlandais de se chausser en pneus tendres alors que son rival reste en piste avec ses pneus durs vieux de 40 tours. La Safety Car s'écarte à l'attaque de la dernière boucle, et le Néerlandais avec ses gommes fraiches n'a aucune difficulté à le dépasser dans le cinquième virage pour franchir la ligne d'arrivée le premier et s'adjuger le titre mondial.
- Grand Prix d'Abou Dabi 2022 : avec une quinzième victoire, Max Verstappen améliore son record de succès sur une saison ; il s'impose devant Charles Leclerc, qui s'assure ainsi la place de vice-champion du monde, et son coéquipier Sergio Pérez. Le podium de la course coïncide donc avec celui du classement final du championnat du monde 2022. Ce Grand Prix est le dernier de Sebastian Vettel.
- Grand Prix d'Abou Dabi 2024 : grâce à la victoire de Lando Norris, McLaren Racing remporte son neuvième titre mondial des constructeurs, le premier depuis le 1998.

## Palmarès

### Historique
| Année | Vainqueur        | Écurie              | Circuit    | Résultats |
| ----- | ---------------- | ------------------- | ---------- | --------- |
| 2009  | Sebastian Vettel | Red Bull-Renault    | Yas Marina | Résultats |
| 2010  | Sebastian Vettel | Red Bull-Renault    | Yas Marina | Résultats |
| 2011  | Lewis Hamilton   | McLaren-Mercedes    | Yas Marina | Résultats |
| 2012  | Kimi Räikkönen   | Lotus-Renault       | Yas Marina | Résultats |
| 2013  | Sebastian Vettel | Red Bull-Renault    | Yas Marina | Résultats |
| 2014  | Lewis Hamilton   | Mercedes            | Yas Marina | Résultats |
| 2015  | Nico Rosberg     | Mercedes            | Yas Marina | Résultats |
| 2016  | Lewis Hamilton   | Mercedes            | Yas Marina | Résultats |
| 2017  | Valtteri Bottas  | Mercedes            | Yas Marina | Résultats |
| 2018  | Lewis Hamilton   | Mercedes            | Yas Marina | Résultats |
| 2019  | Lewis Hamilton   | Mercedes            | Yas Marina | Résultats |
| 2020  | Max Verstappen   | Red Bull-Honda      | Yas Marina | Résultats |
| 2021  | Max Verstappen   | Red Bull-Honda      | Yas Marina | Résultats |
| 2022  | Max Verstappen   | Red Bull            | Yas Marina | Résultats |
| 2023  | Max Verstappen   | Red Bull-Honda RBPT | Yas Marina | Résultats |
| 2024  | Lando Norris     | McLaren-Mercedes    | Yas Marina | Résultats |

### Classement des pilotes par nombre de victoires
| Nombre de victoires | Pilote           | Années                             |
| ------------------- | ---------------- | ---------------------------------- |
| 5 victoires         | Lewis Hamilton   | - 2011 - 2014 - 2016 - 2018 - 2019 |
| 4 victoires         | Max Verstappen   | - 2020 - 2021 - 2022 - 2023        |
| 3 victoires         | Sebastian Vettel | - 2009 - 2010 - 2013               |
| 1 victoire          | Kimi Räikkönen   | 2012                               |
| 1 victoire          | Nico Rosberg     | 2015                               |
| 1 victoire          | Valtteri Bottas  | 2017                               |
| 1 victoire          | Lando Norris     | 2024                               |

### Classement des écuries par nombre de victoires
| Nombre de victoires | Écurie   | Années                                           |
| ------------------- | -------- | ------------------------------------------------ |
| 7 victoires         | Red Bull | - 2009 - 2010 - 2013 - 2020 - 2021 - 2022 - 2023 |
| 6 victoires         | Mercedes | - 2014 - 2015 - 2016 - 2017 - 2018 - 2019        |
| 2 victoires         | McLaren  | - 2011 - 2024                                    |
| 1 victoire          | Lotus    | 2012                                             |